# Gruemberger (månekrater)
Gruemberger er et nedslagskrater på Månen. Det befinder sig på den sydlige halvkugle på Månens forside og er opkaldt efter den østrigske astronom Christoph Gruemberger (1561-1636). På grund af dets placering får perspektivisk forkortning Gruemberger til at synes aflangt, når det ses fra Jorden, men det er næsten cirkulært.
Navnet blev officielt tildelt af den Internationale Astronomiske Union (IAU) i 1935. 

## Omgivelser
Gruembergerkrateret ligger omkring 25 kilometer nord-nordvest for det større og mere fremtrædende Moretuskrater. Det mindre Cysatuskrater trænger ind i Gruembergers østlige rand. Omkring halvanden kraterdiameter mod nord ligger det store Claviuskrater.

## Karakteristika
Gruemberger har været udsat for stadig erosion fra mindre nedslag, så randen og de indre vægge er blevet afrundede. Store nedslag i nærheden har dækket kraterbunden og siderne med udkastet materiale, og der ligger en mængde småkratere langs bundens sider. Satellitkrateret Gruemberger A ligger i kraterets indre langs kratervæggen mod vest-sydvest.

## Satellitkratere
De kratere, som kaldes satellitter, er små kratere beliggende i eller nær hovedkrateret. Deres dannelse er sædvanligvis sket uafhængigt af dette, men de får samme navn som hovedkrateret med tilføjelse af et stort bogstav. På kort over Månen er det en konvention at identificere dem ved at placere dette bogstav på den side af satellitkraterets midte, som ligger nærmest hovedkrateret. Gruembergerkrateret har følgende satellitkratere:
| Gruemberger | Længde  | Bredde  | Diameter |
| ----------- | ------- | ------- | -------- |
| A           | 67,2° S | 11,8° V | 20 km    |
| B           | 64,6° S | 9,0° V  | 31 km    |
| C           | 65,9° S | 15,3° V | 13 km    |
| D           | 68,1° S | 14,4° V | 5 km     |
| E           | 63,6° S | 7,1° V  | 9 km     |
| F           | 62,9° S | 6,3° V  | 7 km     |

## Måneatlas
- Billeder af Gruembergerkrateret i LPI-måneatlasset
- USGS-kort